# 中村モリス
中村 モリス（なかむら モリス）は 日本の漫画家。成年誌では椿屋 めぐる（つばきや めぐる）名義で活動していた。

## 経歴・特徴
爆乳の女性を主として描く。『COMICポプリクラブ』・『コミックPフラート』ではファンタジー風の作品を発表していた。豚角煮と鷄肉チャーシューが好物である。バニーガールのようなきわどい水着とナース服が好みである。

## 作品リスト

### 椿屋めぐる名義
- 牛乳に相談だ! 美少女革命 極 vol.8（純愛果実2010年6月増刊号）
- 愛､配布中｡ 美少女革命 極 vol.9 （純愛果実2010年8月増刊号）
- パンツがないっ!  美少女革命 極 vol.10（純愛果実2010年10月増刊号）
- 夢見る国のアリス 美少女革命 極 vol.11（純愛果実2010年12月増刊号）
- 秘密の花園 純愛果実 2011年1月号
- お悩み解決! COMICポプリクラブ 2011年1月号
- おもてなし 美少女革命 極 vol.12（純愛果実2011年2月増刊号）
- 特濃ミルクはじめました 純愛果実 2011年3月号
- かまくら物語 美少女革命 極 vol.13（純愛果実2011年4月増刊号）…サザンオールスターズの『鎌倉物語』にちなんで命名されている[4]。
- (U^ω^）わんわんお!  純愛果実 2011年5月号
- 先生に診せて!  コミックPフラートVOL.11（コミックポプリクラブ2011年6月号増刊）
- 家庭教師でトライ!  美少女革命 極 vol.14（純愛果実2011年6月増刊号）
- 透けちゃう果実♥ 純愛果実 2011年9月号
- シーサイド♥ハニー COMICポプリクラブ 2011年9月号
- 見せたガール 美少女革命 極 vol.16（純愛果実2011年10月増刊号）
- 痴女っ娘!  純愛果実 2011年11月号
- 月のコイビト コミックPフラート VOL.14（コミックポプリクラブ11月号増刊）
- ドンマイ!伊藤先生｡ 美少女革命 極 vol.17（純愛果実2011年12月増刊号）
- ドンマイ!伊藤先生｡ 2nd.  美少女革命 極 vol.18（純愛果実2012年2月増刊号）
- ドンマイ!伊藤先生｡ Final 美少女革命 極 vol.19（純愛果実2012年4月増刊号）
- うさぎちゃん気をつけて 純愛果実 2012年1月号
- I♥X'MAS(アイ ラブ クリスマス) コミックPフラート VOL.15（コミックポプリクラブ2012年2月号増刊）
- 暦様の言うとおりっ!  COMICポプリクラブ 2012年2月号
- 極上! 一番搾り 純愛果実 2012年3月号
- おとなになるもんッ! COMICポプリクラブ 2012年4月号
- ラッキーデイ?  純愛果実 2012年5月号
- ワイルド×キュート コミックPフラート VOL.17（コミックポプリクラブ6月号増刊）
- 牛さん大好きっ! 美少女革命 極 Road Vol.1（純愛果実2012年6月増刊号）
- ロリってGO! 美少女革命 極 Road Vol.2 （純愛果実2012年8月増刊号）
- ゴールデンシロップ♥ 純愛果実 2012年9月号
- 貧乏なんて怖くないっ!  コミックPフラート VOL.19（コミックポプリクラブ10月号増刊）
- ぼくらのなつやすみ｡ 美少女革命 極 Road Vol.3（純愛果実2012年10月増刊号）
- 女神様のメガネ COMICポプリクラブ 2012年10月号
- 歯医者さんへイこう!  美少女革命 極 Road Vol.4（純愛果実2012年12月増刊）

### 中村モリス名義
- 酩酊すみれさん。 ヤングコミック2014年8月号 - 2017年3月号
- 悪女の遺伝子 ヤングキング2018年11号・12号・14号
- よしよしタイム 月刊少年チャンピオン2019年6月号
- 異世界チート開拓記（原作：ファースト）月刊アクション 2020年1月号 - 2024年4月号（休刊号）→マンガがうがう[5]

### 単行本
椿屋めぐる名義
- 『乳娘－みるきぃがーる－』一水社、いずみコミックス（2011年6月25日発売）、ISBN 978-4-86416-066-7

収録作品：「特濃ミルクはじめました」・「秘密の花園」・「愛、配布中」・「牛乳に相談だ!」・「かまくら物語」・「夢見る国のアリス」・「おもてなし」・「パンツがないっ!」・「(U^ω^）わんわんお! 」・「純愛喫茶-加筆版-」
- 『破廉恥乙女』一水社、いずみコミックス(2012/5/28） ISBN 978-4-86416-122-0

収録作品：「ドンマイ!伊藤先生。1st. 」・「ドンマイ!伊藤先生。2nd. 」・「ドンマイ!伊藤先生。Final. 」・「痴女っ娘!」・「家庭教師でトライ!」・「見せたガール」・「透けちゃう果実♥」・「うさぎちゃん気をつけて」・「極上!一番搾り」・「も～っと見せたガール」（描き下ろし）
- 『マジカルメイクラブ! 』マックス、ポプリコミックス （2012年10月25日発売） ISBN 978-4-86379-079-7

収録作品：「I♥X'MAS」・「おとなになるもんッ!」・「月のコイビト」・「シーサイド♥ハニー」・「暦様の言うとおりっ!」・「貧乏なんて怖くないっ!」・「女神様のメガネ」・「ワイルド×キュート」・「先生に診せて!」・「お悩み解決!」・「暦様が言いなりっ!」（描き下ろし）
- 『はたらイクッ』一水社、いずみコミックス（2013年7月27日発売）ISBN 978-4-86379-079-7

収録作品：「牛さん大好きっ!」・「デリ×つま」・「エロ・メロ・シネマティック」・「歯医者さんへ行こう!」・「探偵ラプソディ」・「ガイドさん奮闘記」・「ラッキーデイ？」・「ランナーズハイ!!」・「ぼくらのなつやすみ。」・「モチ肌!ヒモノ彼女」・「ぼくらのおわらないなつやすみ。」
- 『ももいろスクール』メディアックス (MDコミックスNEO) コミックス – アダルト, 2015/7/27  [アダルト] ISBN 978-4-86201-513-6

収録作品：「ご指導お願いします♪」・「エッチ×スケッチ」・「GO!怪盗バニーアイ」（前･後編）・「ピチピチ♥ビッチ」・「菜食系女子♥」・「ミルキークィーン」・「わくわくバイオロジー」・「ロリってGO!」・「緊褌一番!」・「再戦!緊褌一番!」
中村モリス名義
- 『酩酊すみれさん。』全4巻、少年画報社YKコミックス
  1. 2015年10月1日発行 ISBN 978-4-7859-5576-2
  2. 2015年12月14日発行 ISBN 978-4-7859-5670-7
  3. 2016年7月14日発行 ISBN 978-4-7859-5807-7
  4. 2017年5月12日発行 ISBN 978-4-7859-6005-6）
- 『異世界チート開拓記』（原作：ファースト）既刊6巻、双葉社モンスターコミックス